# Fair Play (Caroline du Sud)
Fair Play est une census-designated place située dans les comtés d'Anderson et d'Oconee, dans l’État de Caroline du Sud, aux États-Unis. Lors du recensement de 2020, elle comptait 704 habitants.